# Sierra Gorda (Meksiko)
Sierra Gorda (šp. za "Debelo gorje") je rezervat biosfere koji prekriva gornju trećinu savezne države Querétaro (Meksiko), te se djelomice nastavlja u susjedne države Guanajuato, Hidalgo i San Luis Potosí, te ima ukupnu površinu od 5.000 km². Ovo područje je iznimno neravno sa strmim krškim planinama (s razlikama od 300 do preko 3.000 m visine) i dubokim klancima rijeka Santa María, Extóraz i Moctezuma, te jamama (sótanos) nastalima erozijom vapnenca. Jako je cijenjeno zbog svoje bioraznolikosti u brojnim mikro-biotopima, nastalima zbog izbrazdanog terena i velikih razlika u padalinama koje se javljaju zbog planinske blokade vlažnog zraka iz Meksičkog zaljeva koja čini istočnu stranu vlažnom šumom, a zapadnu poluaridnom i grmovitom. To je najzapadnije područje naroda Huasteka koji su najsjeverniji narod (i potpuno odvojen od ostalih) koji govori majanskim jezikom.
Sierra Gorda je najpoznatija po franjevačkim misijama koje su upisane na UNESCO-ov popis mjesta svjetske baštine u Amerikama 2003. godine, kao "arhitektonsko i stilsko jedinstvo bogato oslikanih pročelja koje su najbolji primjer baroka "Nove Španjolske" koje su misionari izveli zajedno s indijancima, te predstavljaju svjedočanstvo posljednje faze pokrštavanja Kalifornije, Arizone i Teksasa sredinom 18. stoljeća".

## Vanjske poveznice
- Službena stranica rezervata prirode (šp.)
- Fotogalerija Franjevačkih misija Sierra Gorde (engl.)